# Unirea (Alba)
Unirea (Hongaars: Felvinc, Duits: Oberwintz) is een plaats en gemeente in het Roemeense district Alba, dat tot Transsylvanië behoort. De plaats ligt op de rechteroever van de Mureș, even stroomafwaarts van Ocna Mureș, en ca. 20 km ten zuiden van Turda. De naam Unirea, die 'Eenheid' betekent, dateert uit 1925, toen Vințu de Sus (Hongaars: Felvinc) en Vereșmart (Marosveresmart) werden samengevoegd. De beide kernen worden sindsdien ook aangeduid als Unirea I en Unirea II. Vințu de Sus was onder de Hongaarse naam tot 1876 de hoofdplaats van Aranyosszék, een onderdeel van het Szeklerland. De Hongaren vormden hier in 1910 nog een ruime meerderheid. Na de Tweede Wereldoorlog verloren de Hongaren de meerderheid en tegenwoordig heeft Unirea een Roemeens karakter.
Behalve uit Unirea zelf bestaat de gemeente uit de dorpen Ciugudu de Jos (Alfüged), Ciugudu de Sus (Felfüged), Dumbrava (Dombró), Inoc (Inakfalva) en Măhăceni (Aranyosmohács).

## Bevolkingssamenstelling
De historische bevolkingsopbouw van het dorp Unirea is als volgt:
| Jaar | Totaal | Roemenen | Hongaren |
| ---- | ------ | -------- | -------- |
| 1850 | 1,207  | 1%       | 88%      |
| 1880 | 1,609  | 8%       | 78%      |
| 1890 | 1,856  | 7%       | 88%      |
| 1900 | 1,840  | 6%       | 82%      |
| 1910 | 2,088  | 9%       | 85%      |
| 1920 | 1,892  | 14%      | 85%      |
| 1930 | 2,960  | 45%      | 51%      |
| 1941 | 3,280  | 58%      | 41%      |
| 1956 | 3,318  | n/a      | n/a      |
| 1966 | 3,993  | 67%      | 30%      |
| 1977 | 4,409  | 67%      | 27%      |
| 1992 | 3,924  | 65%      | 21%      |
| 2002 | 3,913  | 67%      | 17%      |

Steden met gemeentestatus: Alba Iulia · Aiud · Blaj · Sebeș

Steden zonder gemeentestatus: Abrud · Baia de Arieș · Câmpeni · Cugir · Ocna Mureș · Teiuș · Zlatna

Gemeenten: Albac · Almaşu Mare · Arieșeni · Avram Iancu · Berghin · Bistra · Blandiana · Bucium · Câlnic · Cenade · Cergău · Ceru-Băcăinți · Cetatea de Baltă · Ciugud · Ciuruleasa · Crăciunelu de Jos · Cricău · Cut · Daia Română · Doștat · Fărău · Galda de Jos · Gârda de Sus · Gârbova · Hopârta · Horea · Ighiu · Întregalde · Jidvei · Livezile · Lupșa · Lopadea Nouă · Lunca Mureșului · Meteș · Mihalț · Mirăslău · Mogoș · Noșlac · Ocoliș · Ohaba · Pianu · Poiana Vadului · Ponor · Poșaga · Rădești · Râmeț · Rimetea · Roșia de Secaș · Roșia Montană · Sălciua · Săliștea · Sâncel · Săsciori · Sântimbru · Scărișoara · Stremț · Șibot · Sohodol · Șpring · Șugag · Șona · Unirea · Vadu Moților · Valea Lungă · Vidra · Vințu de Jos